# Abtsried (Dießen am Ammersee)

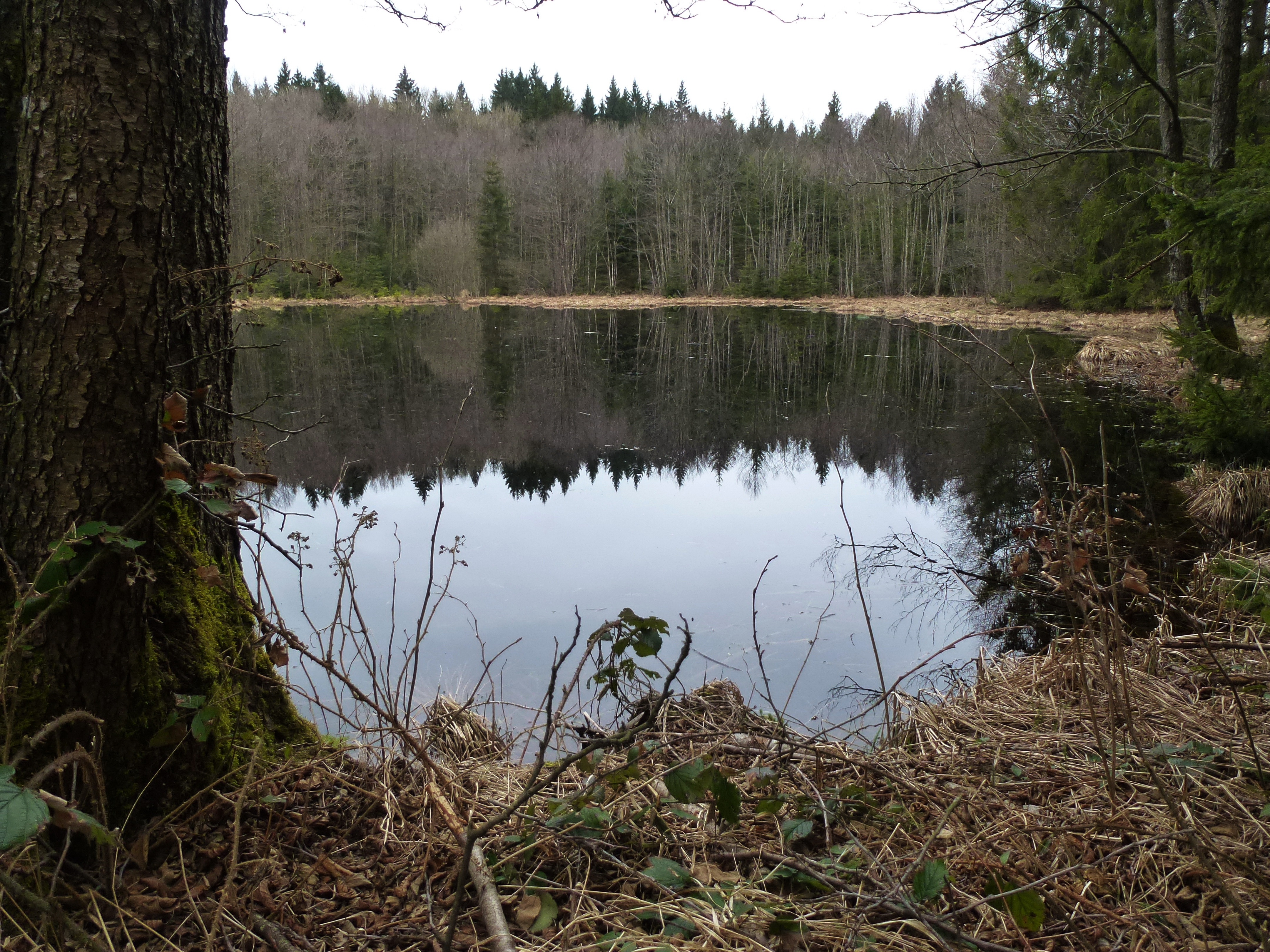
Sandbergweiher bei Abtsried

Abtsried ist ein Ortsteil des Marktes Dießen am Ammersee im oberbayerischen Landkreis Landsberg am Lech.

## Geografie
Die Einöde Abtsried liegt auf der Gemarkung Dettenschwang circa sieben Kilometer südwestlich von Dießen am Ammersee inmitten des Forst Bayerdießen direkt an der Staatsstraße 2055.
Nördlich der Einöde befindet sich der Sandberg (712 m ü. NHN), östlich der Ochsenberg (721 m ü. NHN).

## Geschichte
Etwas nördlich der Einöde befinden sich mehrere vorgeschichtliche Hügelgräber.
Abtsried wird erstmals 1202 als Adalbrechtsriete genannt, also die Rodung des Adalbrecht.
Bereits im Mittelalter befand sich in Abtsried eine 500 Tagwerk große Schwaige des Klosters Wessobrunn. Im Jahr 1681 wurde diese im Auftrag Abt Leonhards von Johann Schmuzer zu einem Jagdschlösschen mit Kapelle umgebaut.
Schließlich verfiel das Jagdschloss ab 1821 zusehends, bevor es 1878 mit der angrenzenden Kapelle St. Wendelin abgebrochen wurde. Ab 1885 befand sich Abtsried schließlich im Besitz des bayerischen Staates und wurde bis 1961 verpachtet.
Die Einöde gehörte zunächst zur Gemeinde Dettenschwang und kam mit dieser im Zuge der Gebietsreform von 1972 zur Marktgemeinde Dießen am Ammersee.

## Sandbergweiher
Etwa 500 m nördlich von Abtsried befindet sich der 0,4 Hektar große Toteiskessel Sandbergweiher auf 693 m ü. NHN. Der durch den Isar-Loisach-Gletscher gebildete Toteiskessel liegt in der Wallmoräne des inneren Endmoränenzuges. Der Rand des Weihers wurde künstlich erhöht.